# Вукасович, Марко
Марко Вукасович (серб. Марко Вукасовић; род. 10 сентября 1990, Цетине) — черногорский футболист, полузащитник. В настоящее время выступает за «Мошонмадьяровар».

## Карьера
Марко начал карьеру в любительском клубе «Ветерник» из Нови-Сада в 2008 году. Через три года перешёл в «Пролетер», где закрепился в основном составе и за 2 года провёл 43 матча и забил 2 гола. В 2013 году уехал в соседнюю Венгрию и подписал контракт с «Кечкеметом». Успехов в составе клуба Вукасович не добился и через 2 года перешёл в «Вашаш», где сыграл 15 матчей. Спустя полгода покинул клуб и на правах свободного агента перешёл в грузинскую «Чихуру».
В августе 2016 года вернулся в Сербию и подписал контракт с «Войводиной» на 2.5 года. В основном составе дебютировал 26 февраля 2017 года в матче против белградского «Рада». 8 марта забил свой первый гол в ворота «Црвены звезды».

## Достижения
«Войводина»
- Бронзовый призёр чемпионата Сербии: 2016/2017